# Arts Lab
Das Arts Lab war ein alternatives Kunstzentrum, das 1967 von Jim Haynes in der Drury Lane 182 in London gegründet wurde. Obwohl es nur zwei Jahre lang aktiv war, inspirierte es viele ähnliche Zentren im Vereinigten Königreich, Kontinentaleuropa und Australien, darunter das erweiterte Institute of Contemporary Arts (ICA) in London, das Milky Way/Melkweg in Amsterdam (wo Jack Henry Moore einer der Gründer war), das Entrepôt in Paris und das von Martin Sharp gegründete Yellow House Artist Collective in Sydney.

## Drury Lane Arts Lab
Im Untergeschoss des Labors befand sich ein Kino mit weichem Boden, das von David Curtis entworfen und betrieben wurde. Im Eingangsbereich befand sich ein Galerieraum, der von Biddy Peppin (Curtis’ Partnerin) und Pamela Zoline mitkuratiert wurde. In einem separaten (aber angeschlossenen) Lagerhaus befand sich das Theater, das von Jack Henry Moore entworfen wurde, der anfangs die Aktivitäten dort mit leitete. Sowohl das Kino als auch das Theater wurden von David Jeffrey gebaut, dessen Partnerin Philippa James eng in den täglichen Betrieb des Labors eingebunden war. Im Obergeschoss befand sich zunächst ein Filmworkshop, der von Malcolm Le Grice und Studenten der St. Martin's School of Art und der London School of Film Technique eingerichtet wurde, und später ein Restaurant, das von Susan Miles betrieben wurde. Haynes wohnte im hinteren Teil über den Lager- und Umkleideräumen. Eine Reihe anderer Leute wohnten in verschiedenen Ecken des Gebäudes, und das All-Night-Kino wurde oft als billige Notunterkunft angesehen. Solche Annehmlichkeiten machten es perfekt für Live-Veranstaltungen und Happenings und halfen, es als Zentrum der Londoner Gegenkultur zu etablieren.

## Arts Lab Bewegung
Eines der wichtigsten Merkmale des Arts Lab war, dass es ähnliche Einrichtungen ermutigte, andere unabhängige Zentren zu gründen, von denen viele das ursprüngliche Haynes’ überlebten, das im Herbst 1969 geschlossen wurde. Am 18. Dezember 1968 fand in der Royal Albert Hall die Alchemical Wedding-Benefizveranstaltung für das Arts Lab und BIT (alternatives Informationszentrum) statt und im Anschluss daran, am 25. und 26. Januar 1969, unterstrich die Arts Lab Conference in Cambridge die Stärke der Arts Lab-Bewegung und zählte 50 solcher Zentren im ganzen Land auf, darunter das Birmingham Arts Lab, Brighton Combination und Zentren in Exeter, Farnham, Guildford, Huddersfield, Loughborough, Manchester, Southampton, Bath (Somerset) und Swindon.

## Bekannte Beteiligte
Das erste gemeinsame Kunstwerk Build Around von Yoko Ono und John Lennon wurde im Mai 1968 im Drury Lane Arts Lab ausgestellt.
David Bowie, der im Drury Lane Arts Lab probte (und Pantomime spielte), war Mitbegründer eines Beckenhams Arts Lab, das ein eintägiges kostenloses Festival organisierte, war aber desillusioniert über das mangelnde Interesse anderer Künstler, die eine aktive Rolle bei der Fortführung des Zentrums übernehmen wollten.
Dave Cousins von The Strawbs organisierte das Hounslow Arts Lab.
Wheeler Winston Dixon arbeitete im Sommer 1968 im Arts Lab, schrieb für den Newsletter des Labs und drehte und zeigte seine eigenen Filme.
Das Havering Arts Lab, geleitet vom späteren Stuckism-Gründer Charles Thomson (damals 16 Jahre alt) führte zu der Schlagzeile "Sex Orgy Tale-Group Banned" in der Lokalzeitung.
Der Bath Arts Workshop, der 1969 von ehemaligen Drury-Lane-Mitarbeitern gegründet wurde, besteht bis heute (2014) als Muttergesellschaft der Natural Theatre Company.
Der Worthing Workshop, ein 1968 gegründetes Arts Lab, gehörte Leo Sayer, Gitarrist Brian James von The Damned, Billy Idol und Steamhammer (Band),, deren Gitarrist, Martin Quittenton, später Rod Stewarts UK-Nummer-eins-Hit You Wear It Well und "Maggie May".
Alan Moore, Autor von Comics wie Watchmen und V for Vendetta, gilt als "einer der wichtigsten britischen Autoren der letzten fünfzig Jahre" und war an vielen Aktivitäten u. a. Poesie im Northampton Arts Lab beteiligt.

## Einfluss
Ein Arts Lab Newsletter wurde 1968 von Nicholas Albery von BIT erstellt und in späteren Jahren in verschiedenen Ausgaben von BIT (alternatives Informationszentrum) aktualisiert.
Das erste mehrtägige freie Festival in Großbritannien, das Cambridge Free Festival, wurde 1969 vom Cambridge Arts Lab organisiert.
Eine vom Arts Lab inspirierte intentionale Gemeinschaft wurde 2014 in Merseyside gegründet.

## Nachfolger
In London wurde ein New Arts Lab (auch "Institute for Research in Art and Technology" genannt) von einer abtrünnigen Gruppe der ursprünglichen Mitglieder und anderen, einschließlich der London Film-Makers’ Co-op, gegründet. Das zwischen 1969 und 1971 in einem kurzlebigen Fabrikgebäude in der Robert Street, London NW1, untergebrachte Gebäude beherbergte ein von David Curtis betriebenes Kino, Theater- und Galerieräume, die Werkstatt der London Film Makers’ Co-op, John Hopkins TVX und eine von John Collins betriebene Druckwerkstatt. Die über die gesamte Breite zu öffnenden Türen im Erdgeschoss ermöglichten es, die Ausstellung Crashed Cars von J. G. Ballard dort zu veranstalten.
Nach einem Treffen zum "Tag der Gegenkultur", wurde 2016 ein neues Northampton Arts Lab gegründet.